# Tryphosella barentsi
Tryphosella barentsi is een vlokreeftensoort uit de familie van de Lysianassidae. De wetenschappelijke naam van de soort is voor het eerst geldig gepubliceerd in 1929 door Gurjanova.